# Ipomoea simplex
Ipomoea simplex är en vindeväxtart som beskrevs av Carl Peter Thunberg. Ipomoea simplex ingår i släktet praktvindor, och familjen vindeväxter. Inga underarter finns listade i Catalogue of Life.

## Bildgalleri

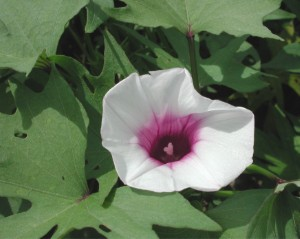
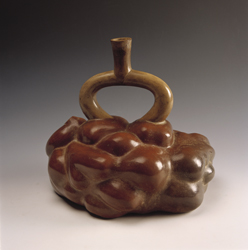